# Municipio Zacoalco de Torres
Koordinaten: 20° 13′ N, 103° 34′ W
Zapotiltic ist ein Municipio im mexikanischen Bundesstaat Jalisco in der Región Sur. Das Municipio hatte beim Zensus 2010 27.901 Einwohner; die Fläche des Municipios beträgt 480,5 km².
Größter Ort im Municipio und Verwaltungssitz ist das gleichnamige Zacoalco de Torres. Weitere Orte mit zumindest 1000 Einwohnern sind General Andrés Figueroa, San Marcos und Barranca de Otates. Insgesamt umfasst das Municipio 34 Ortschaften.
Das Municipio Zacoalco de Torres grenzt an die Municipios Villa Corona, Acatlán de Juárez, Jocotepec, Teocuitatlán de Corona, Atoyac, Techaluta de Montenegro und Atemejac de Brizuela.
Das Gemeindegebiet liegt großteils in einer Ebene auf durchschnittlich etwa 1500 m über dem Meeresspiegel. Je etwa 40 % der Gemeindefläche sind bewaldet bzw. landwirtschaftliche Nutzfläche. Das Gemeindegebiet umfasst zudem die Laguna Zacoalco und die Laguna San Marcos.